# Univerzitní informační systém Mendelovy univerzity v Brně
Univerzitní informační systém je webový informační systém, původně vytvořený domácím vývojem na Mendelově univerzitě v Brně za účelem automatizace její studijní a vědecko-výzkumné agendy. V současné době tento školní informační systém pokrývá všechny hlavní činnosti univerzity a postupně automatizuje další provozní a administrativní agendy. Programový soubor je také postupně zaváděn na dalších univerzitách v České a Slovenské republice. Informační systém je rozvíjen postupně od roku 2000.[zdroj?] ZDROJ: https://www.uis-info.com/cs/timeline
Informační systém získal již v roce 2002 3. místo v soutěži EUNIS Elite Award, v roce 2007 byl pak v téže soutěži doporučen jako High Recommended a získal 2. místo.[zdroj?]
V současné době rozvoj tohoto informačního systému probíhá pod udělenou licencí ve společnosti s ručením omezeným IS4U.[zdroj?] ZDROJ: https://is.mendelu.cz/about/?lang=cz

## Moduly

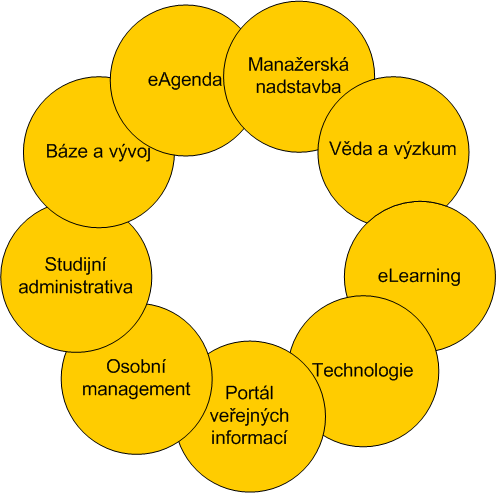
Struktura Univerzitního informačního systému

V současné době je informační systém členěn do následujících modulů (abecední pořadí):
- Báze systému a vývoj
- eAgenda
- eLearning
- Manažerská nadstavba
- Osobní management
- Portál veřejných informací
- Studijní administrativa
- Technologie
- Věda a výzkum

Do konce roku 2005 byl eLearning vyvíjen jako samostatný informační systém ELIS, později došlo k akvizici a nadále je rozvíjen jako modul eLearning v rámci UIS.

## Technické zázemí
Informační systém je vyvíjen nad relačním databázovým systémem Oracle Database 12c s využitím možností jazyků SQL a PL/SQL. Aplikační vrstva je tvořena pomocí původně vlastního programového jádra a soustavy modulů a aplikačních skriptů v programovacím jazyce Perl za využití dalších externích aplikací – zejména sázecího systému LaTeX. Na různých instalacích je provozován informační systém nad operačními systémy Linux (Red Hat Enterprise Linux, Fedora Core, CentOS) a Solaris. Nejmenší instalace informačního systému (pro testování) zahrnuje jeden počítač s procesorem Opteron, nejrozsáhlejší instalace (produkční instalace na MENDELU) je provozována na 32 procesorech Opteron v šestnáctiuzlovém clusteru (aplikační strana) a 16 jádrech Sun Sparc ve dvouuzlovém clusteru (databázová strana).[zdroj?]

### Pád systému v důsledku přehřátí serverů
Od 1. ledna 2008 do 3. ledna 2008 byl Univerzitní informační systém MENDELU nedostupný po nejdelší dobu svého života, po nestandardní dodávce proudu od dodavatele selhala klimatizace budovy, avšak servery pracovaly dál až do úplné likvidace diskových polí. Data byla bez významných ztrát obnovena ze záloh systému.[zdroj?]

## Uživatelé informačního systému
Začátkem roku 2016 byl informační systém zaveden postupně na následujících univerzitách:
- 2002 Mendelova univerzita v Brně
- 2006 Slovenská technická univerzita v Bratislavě
- 2006 Technická univerzita ve Zvolenu
- 2007 Škoda Auto Vysoká škola
- 2008 Vysoká škola ekonomická v Praze
- 2011 Slovenská polnohospodářská univerzitra v Nitře
- 2011 Panevropská vysoká škola v Bratislavě
- 2012 Vysoká škola obchodní v Praze
- 2012 Univerzita Konštantína Filozofa v Nitre (některé moduly)
- 2012 Česká zemědělská univerzita v Praze
- 2014 Newton College v Praze

Na jiných univerzitách je tento informační systém prodáván pod jinými obchodními názvy (zvyklosti místních škol) - např. Akademický informační systém (STU) nebo Integrovaný studijní informační systém (VŠE).[zdroj?] ZDROJ: https://is.stuba.sk, https://insis.vse.cz